# HD 131425
HD 131425 (HR 5547) är en ensam stjärna i den mellersta delen av stjärnbilden Paradisfågeln. Den har en skenbar magnitud av ca 5,92 och är svagt synlig för blotta ögat där ljusföroreningar ej förekommer. Baserat på parallax enligt Gaia Data Release 2 på ca 3,5 mas, beräknas den befinna sig på ett avstånd på ca 923 ljusår (ca 283 parsek) från solen. Den rör sig bort från solen med en heliocentrisk radialhastighet på ca 2 km/s.

## Egenskaper
HD 131425 är en gul till orange ljusstark jättestjärna av spektralklass G8 II. Den har en massa som är ca 3,1 solmassor, en radie som är ca 23 solradier och har ca 295 gånger solens utstrålning av energi från dess fotosfär vid en effektiv temperatur av ca 4 800 K. Stjärnan har en projicerad rotationshastighet av 9,1 km/s, vilket är ovanligt högt för en jättestjärna.